# دالان (مقاطعة ديواندرة)
دالان (بالفارسية: دالان) هي قرية تقع في منطقة مركزية ريفية في إيران. يقدر عدد سكانها بـ 365 نسمة بحسب إحصاء 2016.